# Cirkusbygningen
Cirkusbygningen i København er opført i 1885-1886 og blev indviet 8. maj 1886. Den er tegnet af arkitekt Henrik Vilhelm Brinkopff.
Bygningen kendetegnes ved sin cirkulære form og kuppel. Den er placeret på Axeltorv over for Palads.

## Historie
På det europæiske kontinent havde København fået ry som "en beriderby par excellence". Der blev ligefrem talt om, at byen var "cirkustosset". Tyske beriderselskaber, som Ernst Renz og G. Schumann, kom jævnligt til København fra 1860'erne. De medbragte deres egne cirkusbygninger, som var kæmpestore interimistiske trækasser. De var genbrugssamlesæt og blev opført på forevisningspladsen, men de var både brandfarlige og besværlige.
Kong Christian 9. havde været chef for hestegarden, og som gammel kavaleriofficer elskede han hestedressuren i cirkus. Derfor blev der givet et cirkusprivilegium med ret til cirkusdrift i fire sommermåneder. Det udnyttede tømrermester Fritz Petersen. Han erhvervede en stor grund mellem Jernbanegade og Studiestræde, ud mod det nuværende Axeltorv. Her opførte arkitekt Henrik Vilhelm Brinkopff (1823 – 1900) i 1885-86 en cirkelrund cirkusbygning. Den blev indviet den 8. maj 1886 med forestillinger af den tyske cirkuskonge Ernst Renz (1814-1892) fra Berlin.
For at sætte sig selv i relief overlod Renz 1887-sæsonen til sin kollega Gotthold Schumann (1825-1898), der allerede havde besøgte København første gang i 1871. Københavnerne elskede den elskværdige, dansktalende Schumann i modsætning til den arrogante tysktalende Renz, hvilket blev begyndelsen på Schumann-familiens mangeårige tradition med forestillinger i Cirkusbygningen.
I marts 1914 nedbrændte det meste af Cirkusbygningen, og kun ydermurene og indgangspartiet overlevede og kan ses den dag i dag.
I perioden fra 1918 helt frem til 1963 var det Schumann-familien, som drev cirkusvirksomhed i bygningen, bortset fra en periode fra 1938 til 1942.
I 1963 købte Anva, genboen, bygningen med henblik på nedrivning og opførelse af moderne varehus. Men udvidelsesplanerne mødte stor folkelig modstand, og Cirkusbygningen solgtes i 1974 til Københavns Kommune.
Fra 1970 til 1990 var det Benneweis-familien, der lavede cirkus i bygningen. 
I 1983 blev bygningen renoveret, hvorunder arkitekten Verner Panton fik stor indflydelse på indretningen, og i 1988 blev den fredet.
I december 1996, da København var Europas kulturby, gæstespillede det tyske Cirkus Roncalli nogle dage i bygningen. I 1998 gæstepillede Chinese State Circus Yin Yang nogle få dage i bygningen. Bortset fra disse to gæstespil har bygningen ikke været brugt til cirkus siden 1990.
Den svenske underholdningskoncern Wallmans salonger indgik i 2002 en aftale med Københavns Kommune om at overtage driften af Cirkusbygningen i 10 år, og fra 2004 har der været showoptræden i form af dinnershows med sangere, dansere og artister i bygningen.
Wallmans A/S overtog og købte pr 1. juni 2011 Cirkusbygningen af Københavns Kommune for et endeligt beløb på 45 millioner kroner. 
I 2014 købte ejendomsselskabet Balder (ejendomsselskab) af Wallmanns A/S for et beløb på ca. 70 mio. kr. og indgik samtidig en 20 årig lejekontrakt. Der forlyder ikke (2018) nogen planer om brug af bygningen til sit oprindelige formål: cirkus.
Bygningens historie er beskrevet i bogen "Købehavns Cirkusbygning og andre artikler om cirkus og artister", forlaget Wisby & Wilkens 2017. Bogen omtaler også  sæson for sæson de mange forskellige cirkus, som har spillet i bygningen.

## Tidslinje over cirkus i Cirkusbygningen
- 1886: Cirkus Renz, Ernst Renz
- 1887: Cirkus Schumann, Albert Schumann
- 1888: Cirkus Renz, Ernst Renz
- 1889-1891: Cirkus Busch, Paul Busch
- 1892-1893: Cirkus Schumann, Gotthold Schumann
- 1894: Cirque du Nord, Albert Schmidt
- 1895: Cirkus Busch, Paul Busch
- 1896: Cirkus Schumann, Albert Schumann
- 1897-1898: Cirque du Nord, William Casper
- 1899: Cirque du Nord, Levater Lee
- 1900: Cirkus Wulff, Eduard Wulff
- 1901: Cirkus Krembser, August Krembser
- 1902-1904: Cirkus Beketow, Mathias Beketow
- 1905: Cirkus Orlando, Henning Orlando
- 1906: Cirkus Ciniselli, Alexander Ciniselli
- 1907-1908: Cirkus Orlando, Henning Orlando
- 1909-1910: Cirkus Ciniselli, Alexander Ciniselli
- 1911: Cirkus Carré, Oscar Carré
- 1912: Cirkus Ciniselli, Alexander Ciniselli
- 1913: Cirkus Beketow, Mathias Beketow
- 1914: Lukket for genopførelse efter brand
- 1915: Cirkus Sarrasani, Hans Stosch aka Giovanni Sarrasani
- 1916: Cirkus Schumann, Brdr. Schumann
- 1916-1917 vintersæson: Cirkus Schumann, Brdr. Schumann
- 1917: Cirkus Carl Hagenbeck
- 1918-1937: Cirkus Schumann, Brdr. Schumann
- 1938: Cirkus Houcke, Jean Houcke; og Cirkus Miehe, Dora Miehe
- 1939: Cirkus Houcke, Jean Houcke
- 1940: Cirkus Miehe, Dora Miehe
- 1941-1942: Cirkus Mikkenie-Strassburger, Karl Strassburger
- 1943-1969: Cirkus Schumann, Brdr. Schumann
- 1970-1982: Cirkus Benneweis, Eli Benneweis
- 1983: Lukket grundet ombygning
- 1984-1990: Cirkus Benneweis, Eli Benneweis
- 1996: Cirkus Roncalli, Bernhard Paul
- 1998: Chinese state circus Yin Yang, Guandong-truppen

Kilde: Cirkus i Danmark: Cirkusbygningen i København